# Polonia ai Giochi della XXII Olimpiade
La Polonia partecipò ai Giochi della XXII Olimpiade, svoltisi a Mosca, Unione Sovietica, dal 19 luglio al 3 agosto 1980, con una delegazione di 306 atleti impegnati in ventuno discipline.

## Medaglie
| Medaglia | Nome                 | Sport            | Evento       |
| -------- | -------------------- | ---------------- | ------------ |
| Oro      | Bronisław Malinowski | Atletica leggera | 3000 m siepi |

## Risultati

### Pallacanestro
- Uomini

| Atleta | Classifica |
| --- | ---------- |
| V · D · M Nazionale polacca - Pallacanestro ai Giochi della XXII Olimpiade - Torneo maschile 4 Zelig · 5 Doliński · 6 Rosiński · 7 Kijewski · 8 Binkowski · 9 Michalski · 10 Mulak · 11 Węglorz · 12 Młynarski · 13 Myrda · 14 Prostak · 15 Fikiel · All. Stefan Majer | 7°         |
| Nazionale polacca - Pallacanestro ai Giochi della XXII Olimpiade - Torneo maschile |            |
| 4 Zelig · 5 Doliński · 6 Rosiński · 7 Kijewski · 8 Binkowski · 9 Michalski · 10 Mulak · 11 Węglorz · 12 Młynarski · 13 Myrda · 14 Prostak · 15 Fikiel · All. Stefan Majer                                                                                              |            |